# 心叶茑萝
心叶茑萝（学名：Ipomoea hederifolia）又名橙红茑萝，为旋花科番薯属下的一个种。